# Chisanbop

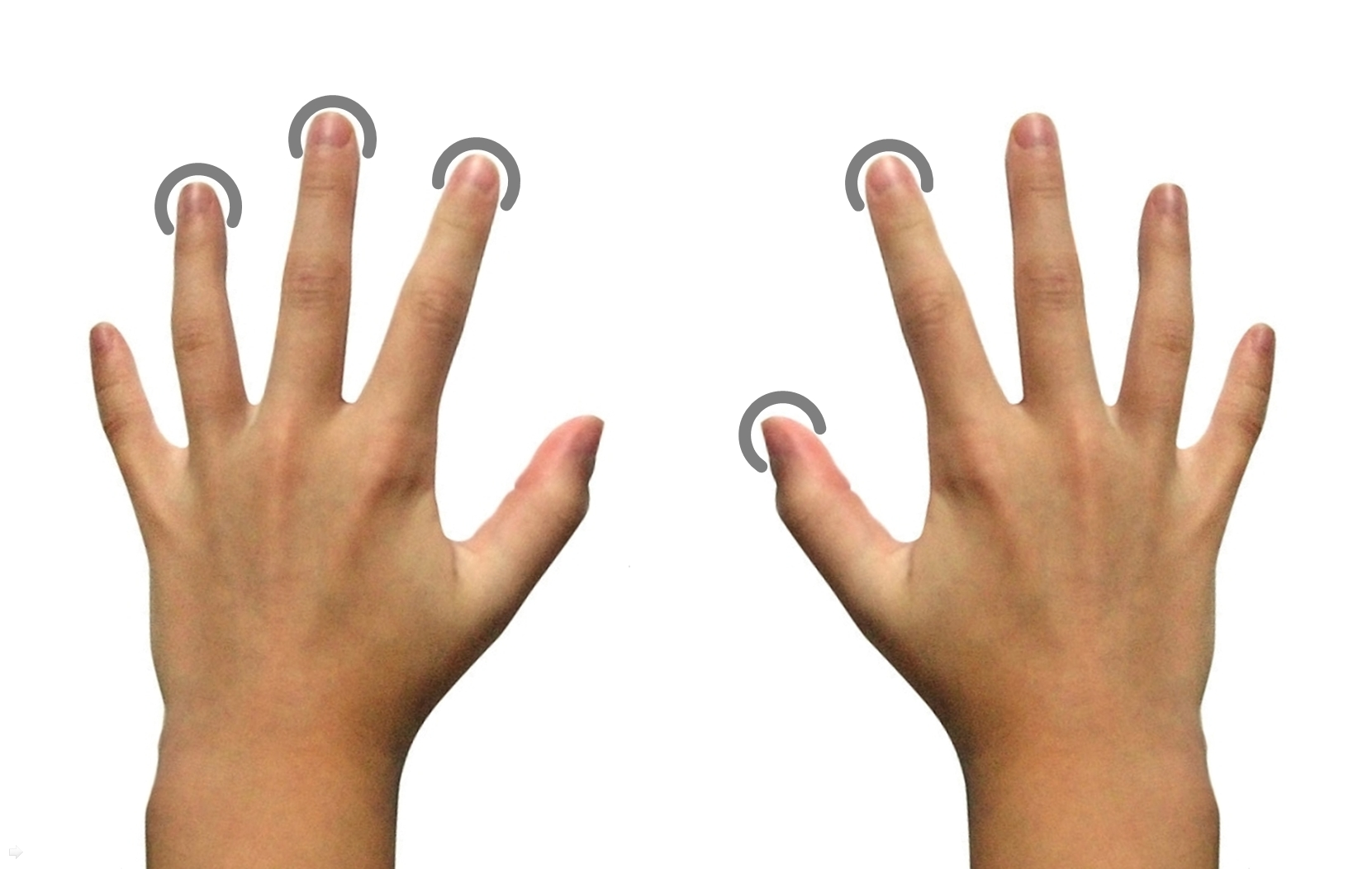
Zahl 36 (gedrückte Finger markiert)
Notation: .ooo- @o...

Chisanbop oder Chisenbop (vom Koreanischen chi (ji) Finger + sanpŏp (sanbeop) Rechnen), koreanisch 지산법 (指算法), ist eine Fingerrechenmethode, mit der man grundlegende arithmetische Operationen wie Zählen oder die Grundrechenarten ausführen kann. Sie ähnelt dem Rechnen mit dem Abakus.
Gemäß The Complete Book of Chisanbop (siehe Literatur) wurde diese Methode Ende der 1940er Jahre von dem Koreaner Sung Jin Pai ersonnen und von seinem Sohn Hang Young Pai vereinfacht, so dass sie auch kleinen Kindern erfolgreich vermittelt werden konnte. Um 1977 brachte Hang Young Pai die Methode in die Vereinigten Staaten, von wo aus sie sich in Kanada, Mexiko, Australien und Europa ausbreitete und Millionen Anhänger gewann.

## Methode
Beim Chisanbop werden beide Hände locker über einer Tischplatte gehalten; in der Grundstellung berührt kein Finger den Tisch. Durch das Niederdrücken eines oder mehrerer Finger auf die Tischplatte wird ein Zahlenwert dargestellt. Die Grundstellung (kein Finger berührt die Tischplatte) entspricht der Null.

### Notation
Im Folgenden wird (anatomisch nicht ganz korrekt) zwischen dem „Daumen“ und den übrigen vier „Fingern“ unterschieden. Für die Position der Finger bzw. Daumen zum Tisch wird nachstehende Notation benutzt:
o ← Finger auf dem Tisch

. ← Finger vom Tisch abgehoben

@ ← Daumen auf dem Tisch

- ← Daumen vom Tisch abgehoben
Bei der rechten Hand bedeutet dann beispielsweise @oo.., dass der Daumen, der Zeige- und der Mittelfinger auf dem Tisch aufliegen, während Ring- und kleiner Finger vom Tisch abgehoben sind.

### Kodierung von Dezimalzahlen

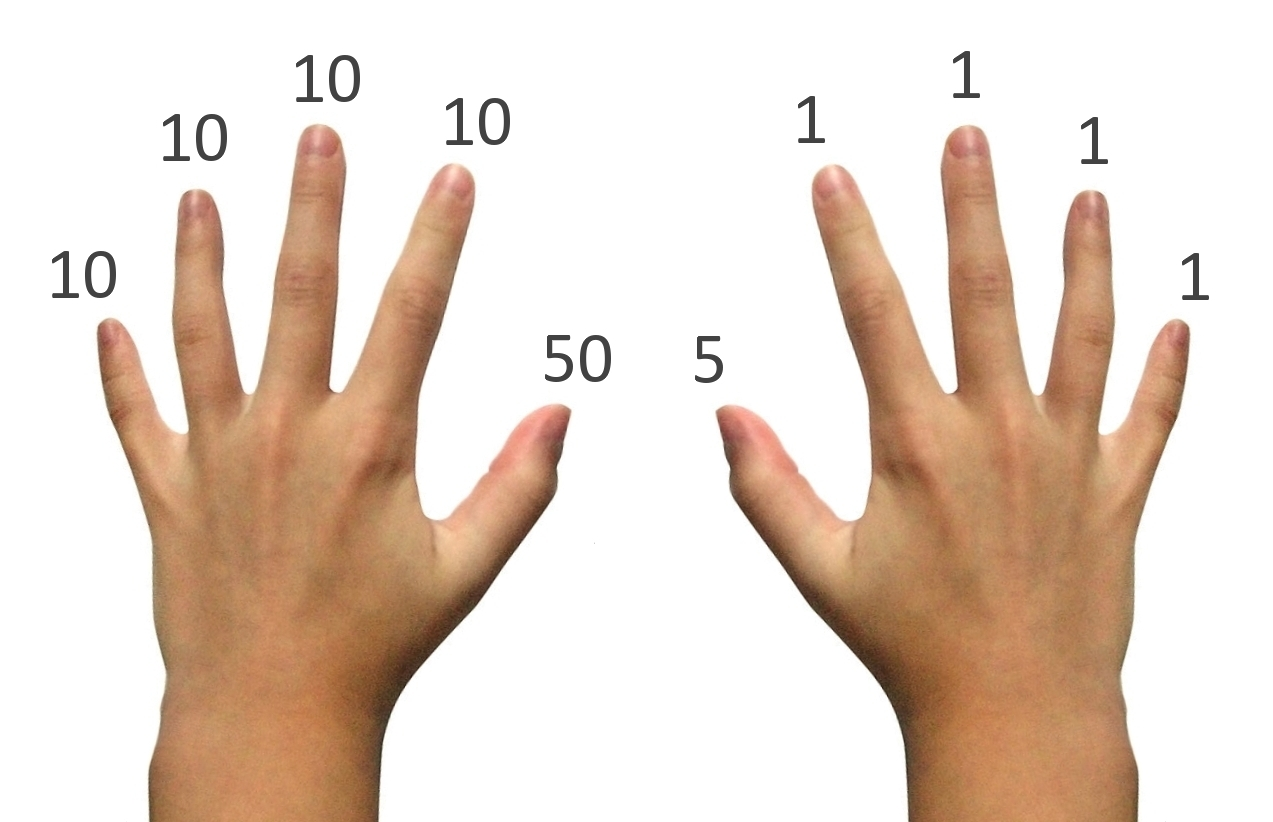
Werte der Finger beim Chisanbop

Mit den Fingern und Daumen beider Hände können die Dezimalzahlen von 0 bis 99 (einschließlich) kodiert werden. Den Fingern und Daumen werden dabei unterschiedliche Werte zugewiesen (siehe Bild). Bei der Darstellung einer zweistelligen Dezimalzahl werden die Ziffern der Einerstelle mit der rechten Hand kodiert:
```
-.... = 0
-o... = 1
-oo.. = 2
-ooo. = 3
-oooo = 4
@.... = 5
@o... = 6
@oo.. = 7
@ooo. = 8
@oooo = 9
```

Die linke Hand übernimmt bei Bedarf die Zehnerstelle (bei Zahlen bis 9 stellt sie mit ....- sozusagen die „führende Null“ dar):
```
....- = 00
...o- = 10
..oo- = 20
.ooo- = 30
oooo- = 40
....@ = 50
...o@ = 60
..oo@ = 70
.ooo@ = 80
oooo@ = 90
```

Beispiele für die Kodierung von zweistelligen Dezimalzahlen mit beiden Händen:
```
....- -ooo. = 03
..oo- @oo.. = 27 
....@ -oooo = 54
.ooo@ @o... = 86
```

### Einfache Arithmetik

#### Zählen
Beim Zählen werden die aufeinanderfolgenden Zahlenwerte einfach nacheinander mit den Händen dargestellt. Dabei ergeben sich jeweils Überträge, wenn Vielfache von 5 erreicht werden. Beispiel beim Zählen von 1 bis 11:
```
....- -o... = 01
....- -oo.. = 02
....- -ooo. = 03
....- -oooo = 04
....- @.... = 05  -> Übertrag zu 5: Daumen rechts setzen, Finger rechts löschen
....- @o... = 06
....- @oo.. = 07
....- @ooo. = 08
....- @oooo = 09
...o- -.... = 10  -> Übertrag zu 10: Zeigefinger links setzen, rechts Daumen und alle Finger löschen
...o- -o... = 11
```

#### Addition
Eine besonders einfach auszuführende arithmetische Operation ist die Addition. Hierbei wird eine Zahl B zur Zahl A addiert, indem von A ausgehend B Mal eins hinzugezählt (Übertragbildung wie oben) und das Resultat von den Händen abgelesen wird.
Beispiel 18 + 4:
```
...o- @ooo. = 18
...o- @oooo = 18 + 1
..oo- -.... = 18 + 2 -> Übertrag
..oo- -o... = 18 + 3
..oo- -oo.. = 18 + 4 -> Resultat 22 ablesen
```

Dies funktioniert bei mehr als zwei Addenden und mehr als zweistelligen Dezimalzahlen ganz wie bei der schriftlichen Addition. Bei Chisanbop wird – beginnend mit den Einern – mit beiden Händen spaltenweise addiert, wobei die linke Hand jeweils den Übertrag in die nächste Spalte erzeugt. Dieser wird dann gedanklich über diese Spalte „geschrieben“, bevor mit dieser und allen weiteren Spalten ebenso verfahren wird.
Auch alle anderen Grundrechenarten (Subtraktion, Multiplikation und Division) können mit Chisanbop ausgeführt werden.